# 仁堀
仁堀（にぼり）とは、岡山県赤磐市にある地名。旧赤磐郡仁堀村の一部。
仁堀東・仁堀中・仁堀西がある。郵便番号は仁堀東が701-2434（周匝郵便局管区）、仁堀中が701-2435（周匝郵便局管区）、仁堀西が701-2436（周匝郵便局管区）。

## 小・中学校の学区
公立の小・中学校に通学する場合、学区は次のように指定されているが、学校選択制度を導入しており、学区外であっても、一定条件を満たせば自宅から一番近い小中学校を選択し通学が可能である 。
| 区域   | 小学校     | 中学校     |
| ------ | ---------- | ---------- |
| 仁堀東 | 仁美小学校 | 吉井中学校 |
| 仁堀中 | 仁美小学校 | 吉井中学校 |
| 仁堀西 | 仁美小学校 | 吉井中学校 |

## 周辺
- 赤磐市仁堀出張所
- 赤磐警察署仁堀駐在所
- 赤磐市立仁美小学校
- 晴れの国岡山農業協同組合仁美事業所
- 宇野自動車仁堀車庫
- おかやまフォレストパーク ドイツの森
- ドライブイン菊ヶ峠

## 交通
- 国道484号
- 岡山県道27号岡山吉井線
- 宇野バス美作線